# Campeonato Mundial de Ciclismo em Pista de 1971
O Campeonato Mundial UCI de Ciclismo em Pista de 1971 foi realizado na cidade de Varese, na  região da Lombardia na Itália,  entre os dias 25 e 31 de agosto. Foram disputadas onze eventos, 9 para os homens (3 para os profissionais, 6 para amadores) e 2 para mulheres.

## Sumário de medalhas

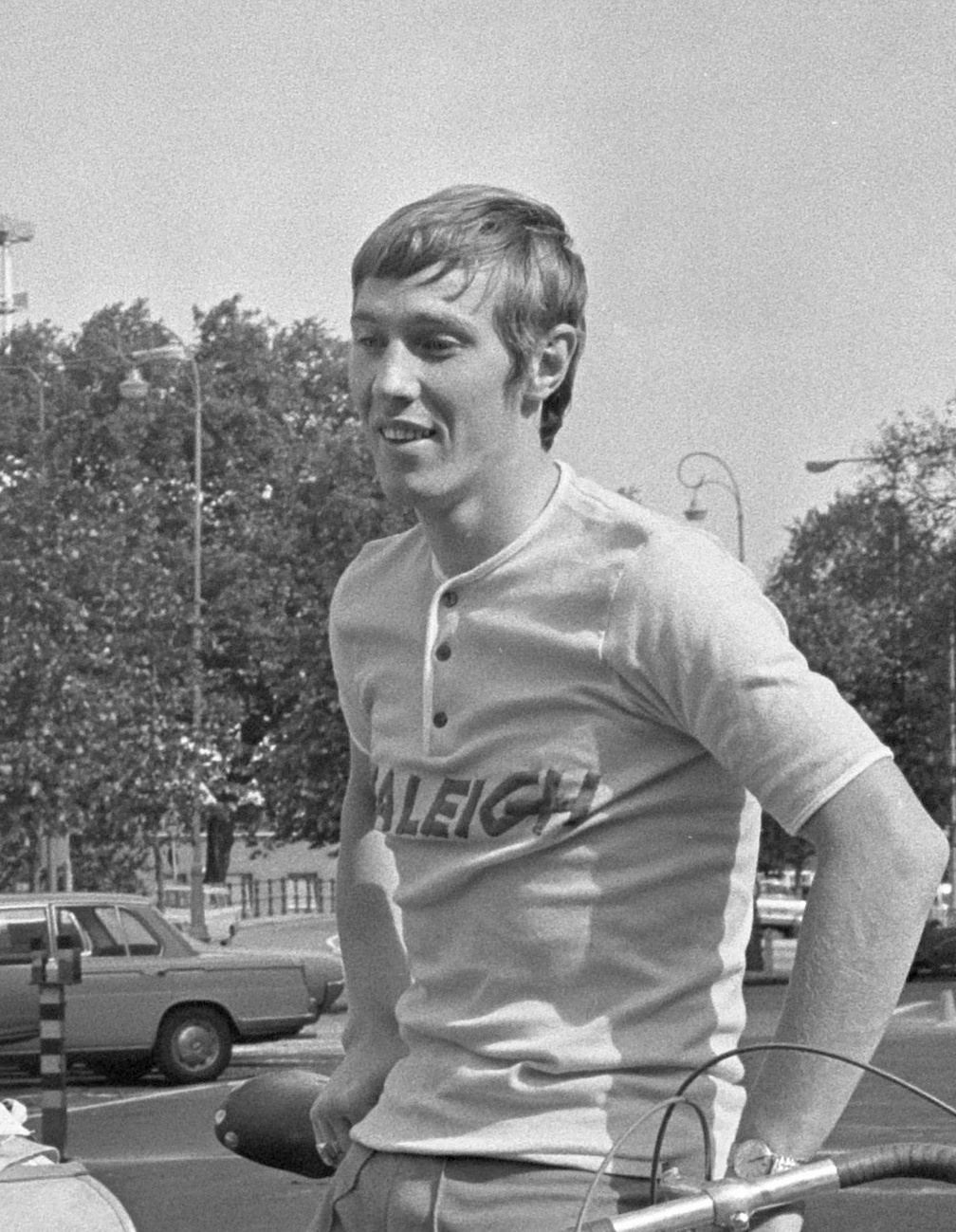
Leijn Loevesijn ciclista profissional da Holanda vencedor da prova de velocidade.

| Eventos profissionais masculinos |                                                                                 |                                                                                        |                                                                                 |
| Velocidade individual            | Leijn Loevesijn · Países Baixos                                                 | Robert Van Lancker · Bélgica                                                           | Giordano Turrini · Itália                                                       |
| Perseguição individual           | Dirk Baert · Bélgica                                                            | Charly Grosskost · França                                                              | Hugh Porter · Reino Unido                                                       |
| Motor-paced                      | Theo Verschueren · Bélgica                                                      | Jacob Oudkerk · Países Baixos                                                          | Domenico de Lillo · Itália                                                      |
| Eventos amadores masculinos      |                                                                                 |                                                                                        |                                                                                 |
| Quilômetro contra o relógio      | Eduard Rapp · União Soviética                                                   | Peder Pedersen · Dinamarca                                                             | Pierre Trentin · França                                                         |
| Velocidade individual            | Daniel Morelon · França                                                         | Sergeï Kravtsov · União Soviética                                                      | Ivan Kucirek · Tchecoslováquia                                                  |
| Perseguição individual           | Martín Emilio Rodríguez · Colômbia                                              | Josef Fuchs · Suíça                                                                    | Giacomo Bazzan · Itália                                                         |
| Perseguição por equipe           | Itália · Pietro Algeri · Giacomo Bazzan · Giorgio Morbiato · Luciano Borgognoni | Predefinição:East Germany Thomas Huschke Heinz Richter Herbert Richter Uwe Unterwalder | Alemanha Ocidental · Günter Haritz · Udo Hempel · Peter Vonhof · Jürgen Colombo |
| Motor-paced                      | Horst Gnas · Alemanha Ocidental                                                 | Rainer Podlesch · Alemanha Ocidental                                                   | Gaby Minneboo · Países Baixos                                                   |
| Tandem                           | Alemanha Oriental · Hans-Jürgen Geschke · Werner Otto                           | Alemanha Ocidental · Jürgen Barth · Rainer Muller                                      | França · Pierre Trentin · Daniel Morelon                                        |
| Eventos femininos                |                                                                                 |                                                                                        |                                                                                 |
| Velocidade individual            | Galina Tsareva · União Soviética                                                | Galina Ermolaeva · União Soviética                                                     | Iva Zajikova · Tchecoslováquia                                                  |
| Perseguição individual           | Tamara Garkuchina · União Soviética                                             | Keetie Hage · Países Baixos                                                            | Iva Zajikova · Tchecoslováquia                                                  |

## Quadro de medalhas

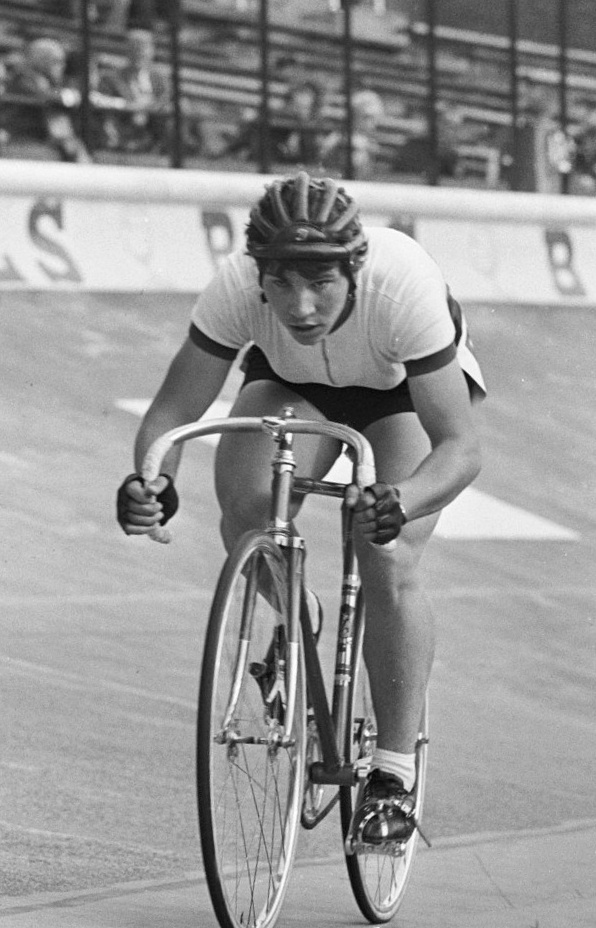
Tamara Garkushina ciclista da União Soviética vencedora da prova feminina de perseguição individual.

| Ordem | País               | Medalha de ouro | Medalha de prata | Medalha de bronze | Total |
| ----- | ------------------ | --------------- | ---------------- | ----------------- | ----- |
| 1     | União Soviética    | 3               | 2                | 0                 | 5     |
| 2     | Bélgica            | 2               | 1                | 0                 | 3     |
| 3     | Países Baixos      | 1               | 2                | 1                 | 4     |
| -     | Alemanha Ocidental | 1               | 2                | 1                 | 4     |
| 5     | França             | 1               | 1                | 2                 | 4     |
| 6     | Alemanha Oriental  | 1               | 1                | 0                 | 2     |
| 7     | Itália             | 1               | 0                | 3                 | 4     |
| 8     | Colômbia           | 1               | 0                | 0                 | 1     |
| 9     | Dinamarca          | 0               | 1                | 0                 | 1     |
| -     | Suíça              | 0               | 1                | 0                 | 1     |
| 11    | Tchecoslováquia    | 0               | 0                | 3                 | 3     |
| 12    | Reino Unido        | 0               | 0                | 1                 | 1     |
|       |                    | 11              | 11               | 11                | 33    |